# Silkie
|  | Per a altres significats, vegeu «silkie (conill porquí)». |

Silkie (també conegut com gallina sedosa o gallina de seda xinesa) és una raça de gallines anomenades així pel seu plomatge atípicament esponjós, que es diu que se sent com la seda i el setí.
La raça té diverses altres qualitats inusuals, com ara la pell i els ossos negres, lòbuls de les orelles blaus i cinc dits a cada peu, mentre que la majoria de gallines només en tenen quatre. Sovint s'exhibeixen en mostres d'aus de corral i apareixen en diversos colors.
A més de les seves característiques físiques distintives, els silkies són coneguts pel seu temperament tranquil i amable. És una dels més dòcils de les aus de corral. Les gallines també són excepcionalment criadores i cuiden bé les cries. Tot i que només posen uns tres ous a la setmana, s'utilitzen habitualment per descloure ous d'altres races i espècies d'ocells a causa de la seva naturalesa de criadora.

## Història
No se sap exactament on ni quan van aparèixer aquestes aus amb la seva singular combinació d'atributs, però el punt d'origen més ben documentat és l'antiga Xina. Altres llocs del sud-est asiàtic han estat nomenats com a possibilitats, com l'Índia i Java. El primer relat escrit occidental sobre silkies prové de Marco Polo, que va escriure sobre un «gall pelut» al segle xiii durant els seus viatges a Àsia.
L'any 1598, Ulisse Aldrovandi, escriptor i naturalista de la Universitat de Bolonya (Itàlia), va publicar un ampli tractat sobre les gallines que encara avui es llegeix i s'admira. En ell esmenta «gallines de llana» i «vestides de pèl com el d'un gat negre».
Els silkies probablement van fer el seu camí cap a l'oest per la Ruta de la Seda i el comerç marítim. La raça va ser reconeguda oficialment a Amèrica del Nord amb l'acceptació de l'«Standard of Perfection» (estàndard de perfecció) el 1874. Una vegada que els silkies es van fer més comuns a Occident, es van perpetuar molts mites sobre ells. Els primers criadors holandesos van dir als compradors que eren descendents de galls i conills, mentre que els espectacles eren promocionat com a que tenien pels de mamífer.
Avui dia els silkies són una de les races de galls ornamentals més populars i omnipresents. Sovint, els cuidadors les tenen com animals ornamentals o com a animals de companyia, i també s'utilitzen habitualment per incubar i criar la descendència d'altres gallines, aus aquàtiques com ànecs i oques, i aus de caça com les guatlles i els faisans.

## Morfologia
Els silkies es consideren una raça bantam (gall nan) en alguns països, però això varia segons la regió, i molts estàndards de raça els classifiquen oficialment com a aus grans.
El silkie bantam és en realitat una varietat separada. Gairebé totes les soques nord-americanes de la raça són de mida petita, però a Europa la mida estàndard és la versió original. Tanmateix, fins i tot els silkies estàndard són aus relativament petites, amb els mascles que pesen només 1,8 kg i les femelles que pesen 1,4 kg. L'American Standard of Perfection exigeix els mascles que pesin 1 kg (36 oz.) i les femelles que pesin 900 g (32 oz.).

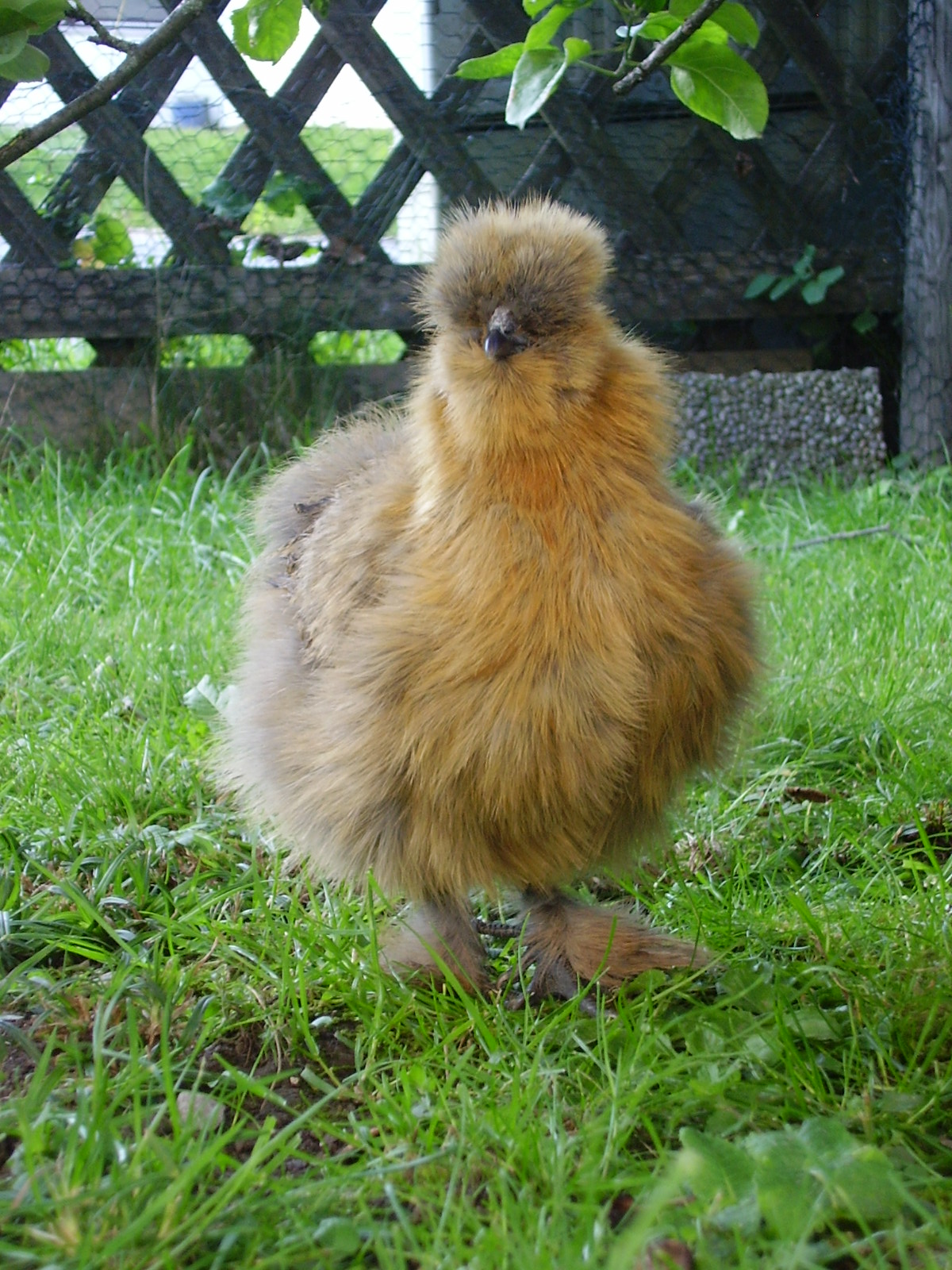
Gallina silkie de color perdiu
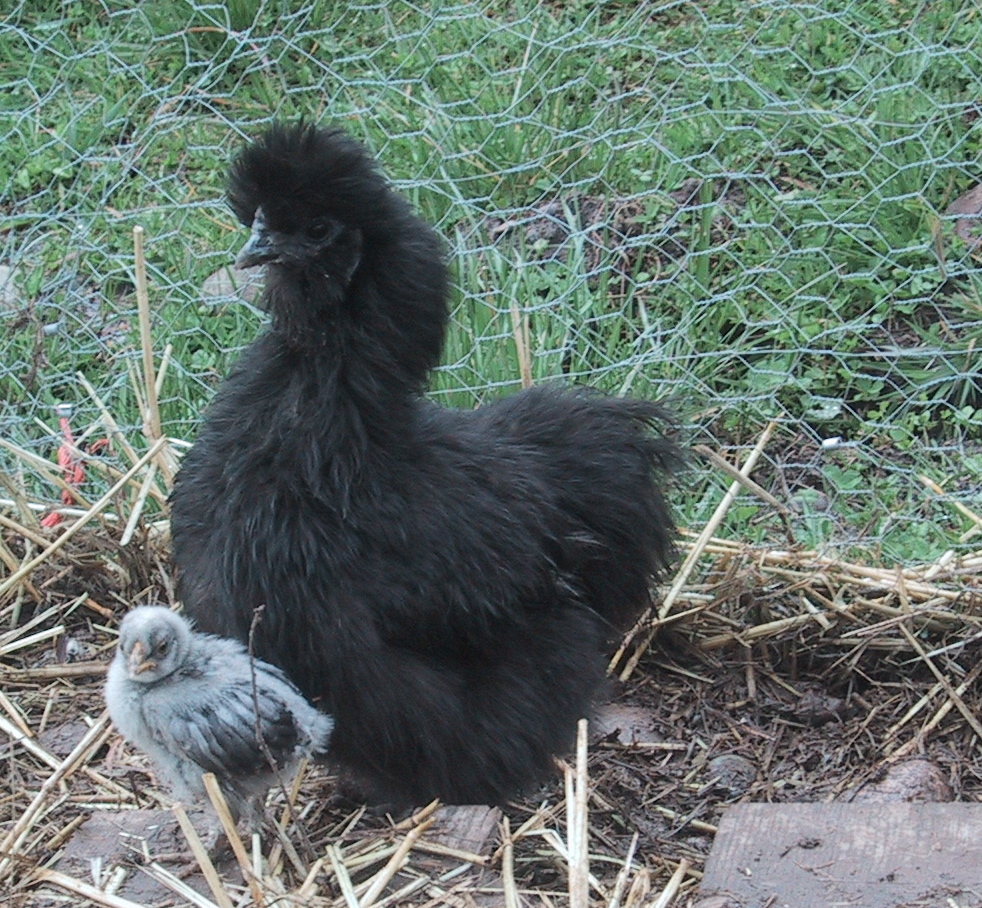
Una gallina silkie negra i un pollet no silkie. La raça és coneguda per les seves habilitats d'incubació i criança
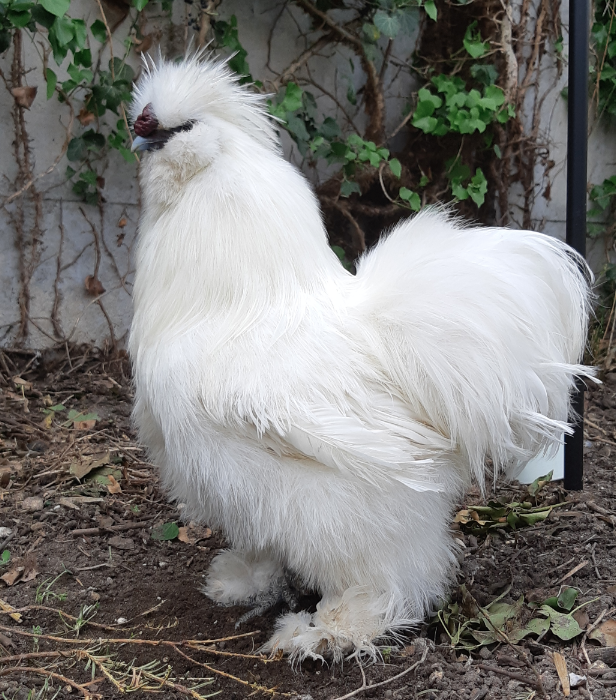
Gall Silkie blanc

Antigament, el plomatge sedós del silkie era únic entre les races de gallines, però en els darrers anys s'ha desenvolupat el plomatge sedós en diverses races, sobretot en el Chabo, on ara està estandarditzat a la Gran Bretanya i als Països Baixos. El seu plomatge s'ha comparat amb la seda i amb el pèl. El resultat general és un aspecte suau i esponjós. Les seves plomes no tenen barbicels funcionals i, per tant, són semblants al plomall d'altres ocells. Aquesta característica fa que els silkies no puguin volar.
Els silkies apareixen en dues varietats diferenciades: amb barba i sense barba. Els silkies barbuts tenen una màniga addicional de plomes sota la zona del bec que cobreix els lòbuls de les orelles.
També estan dividits segons el color. Els colors del silkie reconeguts per a la seva exhibició competitiva inclouen el negre, el blau, el brillant, el gris, el color perdiu i el blanc. També existeixen tonalitats alternatives, com ara el color cucut, el color espígol, el vermell i les esquitxades. Els estàndards de perfecció exigeixen que tots els silkies tinguin una cresta petita en forma de nou, barbons foscos i lòbuls de les orelles de color blau turquesa. A més d'aquestes característiques definitòries, els silkies tenen cinc dits a cada peu. Altres races que presenten aquest tret rar inclouen el Dorking, Faverolles i Sultan.
Tots els silkies tenen la pell negra o blavosa, els ossos i la carn de color negre grisenc; formen part del grup d'ocells xinesos coneguts pel nom xinès de wu gu ji (烏骨雞), que significa «gallina d'os negre». Més concretament, la pròpia raça silkie s'anomena Taihe wu ji (泰和乌鸡), «gallina d'os negre de Taihe». És possible que altres wu gu ji no comparteixin característiques de la raça Taihe, com ara la cresta de color vermell fosc o porpra, la pell blanca, els lòbuls de les orelles blaus i la polidactília.
El melanisme que s'estén més enllà de la pell fins al teixit connectiu d'un animal és un tret rar, i en les gallines és causat per la fibromelanosi, que és deguda a una mutació rara que es creu que va començar a Àsia. El silkie i diverses altres races descendents d'origen asiàtic posseeixen aquesta mutació.
Sense tenir en compte el color, la raça generalment no produeix tant com les races de carn de pollastre més comunes.

### Bantams
A l'American Standard of Perfection, el pes estàndard del gall bantam silkie és d'1 kg (35 oz.) i per a la gallina, 900 g (32 oz.).
L'Australian Poultry Standard i el British Poultry Standard demanen silkie bantams molt més petits; a Austràlia, els pesos estàndard són de 680 g (25 oz.) per als mascles i de 570 g (20 oz.) per a les femelles. El pes estàndard britànic per als silkies bantam és de 600 g (22 oz.) per als mascles i 500 g per a les femelles (18 oz.).

### Polidactília
Els silkies també són coneguts per la seva polidactília, que solen manifestar-se com 1-2 dígits addicionals al peu. S'ha demostrat que la causa genètica d'aquesta formació addicional de dígits és un SNP en un regulador del gen SHH, anomenat Seqüència Reguladora ZPA (ZRS). Això provoca l'expressió ectòpica de SHH a la part anterior del brot de l'extremitat en desenvolupament, donant lloc a un augment del creixement dels teixits i dels dígits.
Mentre que els peus del silkie mostren polidactília, les ales tenen la disposició estàndard de tridactília (tres dígits). El silkie japonès inicialment desenvolupa dígits addicionals a l'ala quan és un embrió, però aquests es perden abans de l'eclosió. La causa genètica darrere de la polidactília silkie difereix de les que causen la polidactília a la raça de gallina Dorking, que es deu a l'expressió ectòpica de FGF4 a l'AER, amb SHH ectòpica un efecte secundari.

## Ús
Els silkies ponen un bon nombre d'ous, de color crema, però sovint s'interromp la producció per la seva extrema tendència a ser criadora; una gallina pot produir 100 ous en un any, però seva capacitat d'incubació (que s'ha criat selectivament a partir de la majoria de les aus criades especialment per a la producció d'ous), sovint és explotada pels criadors d'aus fent que els silkies criïn la descendència d'altres aus.

## En la cuina

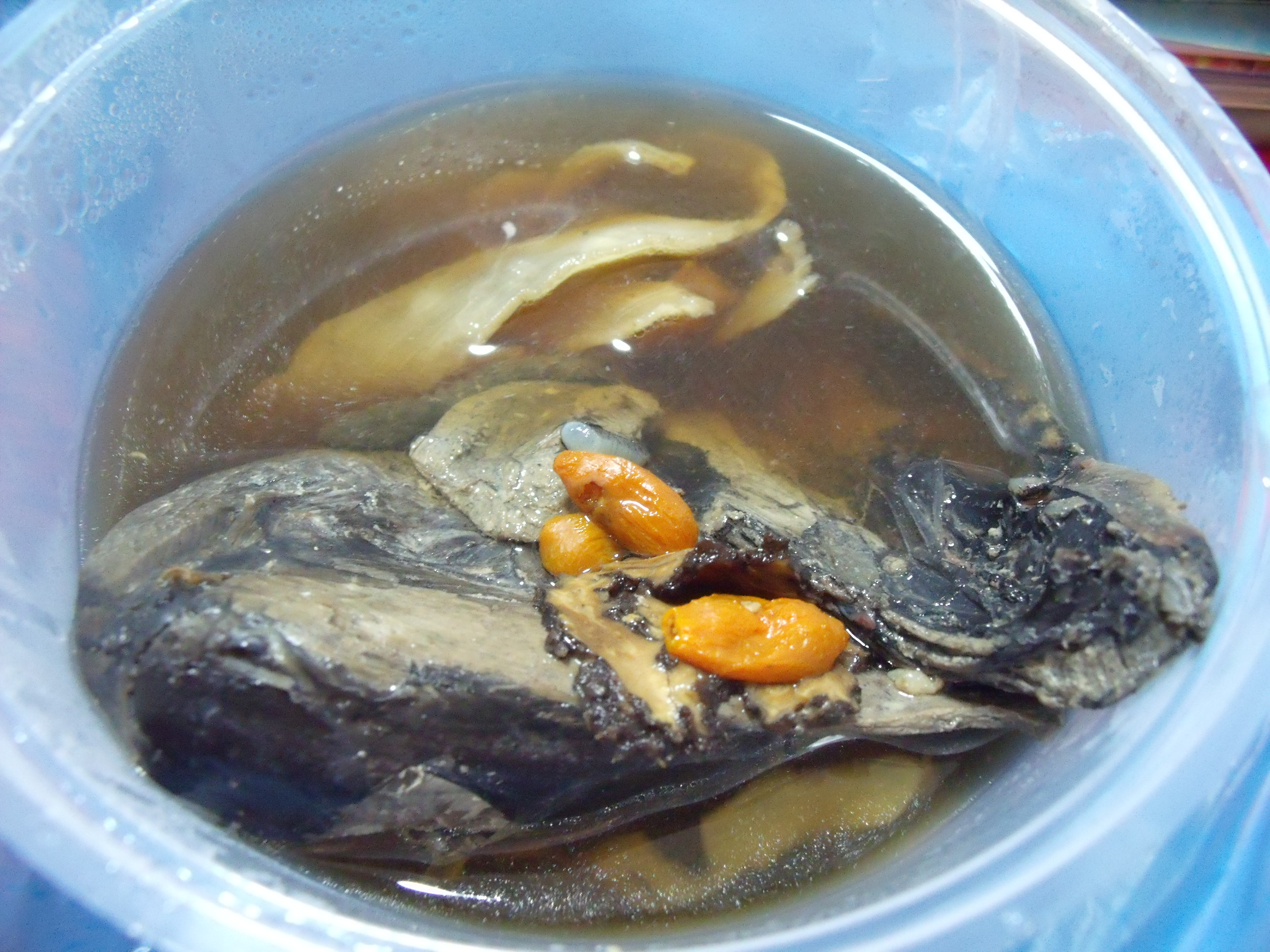
Sopa de silkie feta a Bukit Batok, Singapur

La carn negra d'un silkie es considera generalment un atribut inusual a les cuines europees i americanes.
En canvi, diverses cuines asiàtiques consideren la carn silkie un aliment gurmet. La cuina xinesa valora especialment la raça, però també és un ingredient comú en alguns plats japonesos, cambodjans, vietnamites i coreans. Les zones on la cuina xinesa té una forta influència, com Malàisia, també cuinen silkie. Ja al segle VII la medicina tradicional xinesa sostenia que la sopa de gallina feta amb carn silkie és un aliment curatiu.
Els mètodes habituals de cuina inclouen l'ús de silkie per fer brou, estofat i en curri. La sopa tradicional xinesa feta amb silkie també utilitza ingredients com ara baies goji, Dioscorea polystachya (ñame de muntanya), pell de cítrics secs i envellits, i gingebre fresc.
Alguns restaurants de fusió de les àrees metropolitanes d'Occident també l'han cuinat com a part de la cuina tradicional americana o francesa, com ara confitada.